# Plagiochila wattsiana
Plagiochila wattsiana là một loài rêu trong họ Plagiochilaceae. Loài này được J.J. Engel & G.L. Merr. mô tả khoa học đầu tiên năm 2010.